# José Juan Gutiérrez Déniz
José Juan Gutiérrez Déniz (Santa Cruz de Tenerife, España, 12 de mayo de 1941) es un exfutbolista español. Jugaba de delantero y su primer club fue el CD Tenerife.

## Trayectoria
Comenzó su carrera en 1961 jugando para CD Tenerife. Jugó para el club hasta 1962. En 1966 se pasó al UD Las Palmas, en donde estuvo hasta 1971. En ese año regresó a CD Tenerife, retirándose definitivamente del fútbol profesional en 1973.

## Clubes
| Club                   | País   | Año       |
| ---------------------- | ------ | --------- |
| Real Unión de Tenerife | España |           |
| C. D. Tenerife         | España | 1961-1962 |
| U. D. Las Palmas       | España | 1966-1971 |
| C. D. Tenerife         | España | 1971-1973 |